# Pipirig
Pipirig é uma comuna romena localizada no distrito de Neamţ, na região de Moldávia. A comuna possui uma área de 196.88 km² e sua população era de 8875 habitantes segundo o censo de 2007.